# King's Bounty: The Legend
King's Bounty: The Legend es un videojuego de rol táctico publicado en 2008, basado en la propiedad intelectual desarrollada por New World Computing hacía 18 años atrás. En King's Bounty, el jugador asume el rol de un Buscador de Tesoros Real, cumpliendo misiones para el Rey Mark el Sabio. El juego fue desarrollado por la independiente Katauri Interactive y publicado por la empresa rusa 1C Company en Europa y por Atari en América del Norte.
Una secuela, llamada King's Bounty: Armored Princess fue lanzada el 10 de abril de 2009 en ruso, con la versión inglesa siendo publicada el 20 de noviembre de 2009. Armored Princess fue seguida por una seguna expansión, King's Bounty: Crossworlds, publicada el 17 de septiembre de 2010 en Norteamérica.

## Historia
La historia del juego es relativamente simple y tiene lugar en el mundo de fantasía de Endoria, el cual está lleno de un sinnúmero de criaturas fantástiscas características de la gran mayoría de juegos de rol (enanos, elfos, dragones, magos, etc.). King's Bounty: The Legend pone al jugador en el rol de un guerrero que se está por graduar de la Escuela de Caballeros del Rey Darion, e inmediatamente es puesto a al servicio del rey como el Buscador de Tesoros Real. En esta capacidad, el jugador descubre que hay una nueva fuente de maldad que amenaza con destruir el reino del benevolente rey, por lo que el nuevo héroe del reino se embarca en una épica misión para encontrarlo y eliminarlo.

## Juego
El juego da la opción al jugador de elegir entre tres clases diferentes de héroes: Warrior (guerrero), Mage (mago) o Paladin (Paladín), cada uno con una serie de atributos específicos. La historia se mantiene igual sin importar cual sea el tipo de héroe que sea escogido.

## El mundo
Una vez concluido el tutorial, el cual muestra la graduación del héroe de la escuela del rey Darion, el jugador recibe un grupo de soldados básicos y puede salir al mundo a explorar y realizar misiones en forma libre. A partir de aquí el jugador puede reclutar a más soldados, los cuales van desde tropas sencillas como campesinos o arqueros, a criaturas mitológicas y de obras de fantasía como dragones, cancerberos o grifos. Estas tropas están agrupadas en niveles del 1 al 5, siendo las de nivel 1 las tropas más débiles, y más numerosas y fáciles de encontrar en casi todas las áreas de Endoria, y las de nivel 5 siendo las más poderosas y más difíciles de encontrar. La cantidad de soldados totales que se pueden reclutar depende simplemente del nivel de liderazgo del héroe que se maneja y que tan poderosa sea la tropa, es decir, las criaturas de niveles más altos requieren un nivel de liderazgo mayor por soldado individual para reclutar.
Si bien es necesario reclutar un ejército, este nunca es visto cuando se está explorando el mundo. El ejército reclutado solo entra en acción cuando se entra en el otro aspecto del juego, las batallas. Se puede iniciar una batalla simplemente al caminar y encontrarse con un ejército enemigo en cualquier parte del mundo (el cual figura como un solo modelo, por lo general el de la criatura más fuerte en el ejército) o iniciando conversaciones que llevan a una batalla, ya sea en campo abierto o en castillos.

## Batallas
El sistema de batallas es bastante similar al de los juegos de Heroes of Might and Magic: el jugador se enfrenta a la computadora con sus tropas dispuestas en un lado de un campo de batalla que se asemeja a un tablero de juegos de mesa frente las de su oponente y toman turnos para realizar acciones con cada tropa (ataques tradicionales, magia, fortificar defensa, etc.), con la única diferencia siendo que el héroe no es una tropa más, sino que sólo interviene para utilizar hechizos. Existen cuatro modificadores que pueden ser proporcionados en forma adicional por el héroe, o por artículos, que afectan el rendimiento de las tropas en batalla, además de sus atributos ya dados:
- Moral - afecta tanto el daño realizado por las tropas como su defensa.
- Iniciativa - una alta iniciativa indica que la tropa tiene mayor posibilidad de ser la primera en atacar.
- Ataque - afecta el daño realizado por la tropa.
- Defensa - afecta la mitigación del daño recibido por la tropa.

## Héroes
El héroe, elegido al principio de la campaña, es el personaje principal de la historia. Al no utilizarlo como una tropa, este sólo es visible en el mundo y no en las batallas. No obstante, juega un rol fundamental en estas últimas, ya que sus atributos modifican activamente la efectividad de las tropas y sus hechizos pueden causar devastación a las tropas enemigas, mejorar en forma temporal la efectividad de sus propias tropas o invocar la presencia de una variedad de criaturas o soldados al campo de batalla.

### Recursos
El héroe en King's Bounty The Legend utiliza una variedad de recursos que tienen diferentes usos:
- Oro - Utilizado para comprar artículos (armas, armaduras, etc.) y reclutar tropas.
- Mana - Recurso usado durante las batallas para los hechizos. Se recarga automáticamente cuando se está fuera de combate (o lentamente durante el mismo con la especialización adecuada) o en forma instantánea con pociones y algunos altares encontrados en el mundo.
- Furia - Es el recurso utilizado por los espíritus de furia. Éste recurso que se recarga principalmente durante el combate cuando las tropas del héroe reciben daño o infligen daño al enemigo. La furia también se puede recargar fuera de combate con pociones y algunos altarnes encontrados en el mundo. La furia disminuye en forma automática cuando no se está en combate.
- Runas - Existen tres tipos de runas que el héroe recibe cada vez que sube de nivel en forma aleatoria y relativo a su nivel y clase. También es posible encontrarlas en el mundo dentro de cofres o resguardadas por otros ejércitos, aunque esta situación es más rara.

### Matrimonio
Es posible casar al héroe con ciertas damas que se encuentran en el juego. Aunque la esposa no se puede controlar ni tiene ningún rol directo en las batallas o en el mundo, cada una de ellas da beneficios diferentes al héroe y/o las tropas, pueden utilizar cuatro artículos y es posible entablar conversaciones con ellas que pueden llevar a nuevas misiones.

## Espíritus de furia
Existen cuatro espíritus de furia que el jugador puede encontrar a lo largo del juego. Estos espíritus son "mascotas" de combate que poseen poderosas habilidades especiales y funcionan en forma similar a los hechizos del héroe, sólo que en lugar de utilizar mana estos utilizan furia como recurso para ejecutar sus habilidades.

## Recepción
King's Bounty: The Legend fue bien recibido por la crítica, obteniendo un puntaje agregado en Metacritic de 79% (de 26 reseñas).
IGN dio al juego un puntaje de 8/10, resaltando la profundidad del sistema de combate, aunque indicó que algunas de las peleas más difíciles eran casi imposible de ganar, al mismo tiempo que había muchos enemigos muy débiles. Eurogamer fue incluso más positivo, dándole un puntaje de 9/10, diciendo que las pequeñas fallas del juego no quitaban nada los "maravillosos" e impredecibles momentos que otorgaba el juego en sus incontables horas de jugabilidad.
Meristation, por su parte, dio al juego un 7.5/10, resaltando la gran variedad del juego, sus gráficos y su desarrollo, pero hizo eco al pobre balance y la dificultad elevada en ciertos niveles. No obstante, indicó que era una de las sorpresas del año.
El reconocido blog especializado en juegos de ordenador, Rock, Paper, Shotgun, ha indicado en varias ocasiones que King's Bounty: The Legend fue uno de los mejores juegos del 2008.